# Bupropionă
Bupropiona este un medicament folosit în principal ca antidepresiv și pentru renunțarea la fumat țigări. Bupropiona este eficientă ca antidepresiv în monoterapie, dar se obișnuiește asocierea sa în caz de răspuns incomplet la tratament cu ISRS, antidepresivele de primă intenție. Calea de administrare disponibilă este cea orală.
Este comercializat sub denumirile comerciale de Zyban, Elontril, Wellbutrin, Budeprion, Prexaton, Elontril, Aplenzin sau alte nume. Este unul din cele mai frecvent prescrise antidepresive în SUA.
Pe lângă efectul antidepresiv și de ajutor pentru renunțarea la fumat, se foloseste în mod neoficial ("off-label") în combinații pentru slăbit, mai ales în cazuri de mâncat emoțional și compulsiv ("binge eating"), uneori în combinație cu Topiramat. În SUA sunt în curs de testare și de aprobare oficială de către FDA pastile care conțin Bupropion și Topiramat. Există multe studii pe tema asta.
Bupropion a fost patentat în 1969 de către Nariman Mehta care lucra la Burroughs Wellcome (de aici numele comercial de Wellbutrin), care apoi a devenit parte a concernului GlaxoSmithKline.